# 克魯格鎮區 (伊利諾伊州伍德福德縣)
克魯格鎮區（英語：Cruger Township）是位於美國伊利諾伊州伍德福德縣的一個行政鎮區。

## 地方資料
根據2010年美國人口普查的數據，克魯格鎮區的面積為44.20平方千米，當中陸地面積為44.10平方千米，而水域面積為0.10平方千米。當地共有人口1721人，而人口密度為每平方千米38.94人。